# Now You're Gone (canción de Tom Walker)
«Now You're Gone» (en español: «Ahora ya no estás») es una canción del cantautor escocés Tom Walker en colaboración con la cantante y compositora sueca Zara Larsson. La canción fue lanzada el 31 de mayo de 2019  en formato de descarga digital y como el séptimo sencillo del álbum de estudio debut de Walker What a Time to Be Alive (2019). La canción fue escrita por Tom Walker, Chelcee Grimes y Steve McCutcheon, quienes también se encargaron de la producción de la canción. En el 2019, durante el concierto Jingle Bell Ball, Walker realizó una interpretación navideña de «Now You're Gone» de Basshunter.

## Vídeo musical
El vídeo musical para acompañar el lanzamiento de «Now You're Gone» se lanzó por primera vez en YouTube el 31 de mayo de 2019.

## Lista de canciones
| Descarga digital |                                                          |          |  |
| N.º              | Título                                                   | Duración |  |
| 1.               | «Now You're Gone" (Edición de Radio)» (con Zara Larsson) | 2:53     |  |

| Descarga digital – Remixes |                                                              |          |  |
| N.º                        | Título                                                       | Duración |  |
| 1.                         | «Now You're Gone" (feat. Zara Larsson)» (Kiasmos Remix)      | 5:00     |  |
| 2.                         | «Now You're Gone" (feat. Zara Larsson)» (Jerome Price Remix) | 3:29     |  |

| Descarga digital – Versión Acústica |                                                    |          |  |
| N.º                                 | Título                                             | Duración |  |
| 1.                                  | «Now You're Gone" (feat. Zara Larsson)» (Acústico) | 3:01     |  |

## Posicionamiento en las listas

### Semanales
| Escocia        | Official Charts Company    | 37 |
| Estados Unidos | Billboard LyricFind Global | 18 |
| Irlanda        | IRMA                       | 77 |
| Nueva Zelanda  | Recorded Music NZ          | 24 |
| Reino Unido    | Official Charts Company    | 79 |
| Suecia         | Sverigetopplistan          | 84 |

### Anuales
| Portugal | AFP | 2060 |

## Certificaciones
| País        | Organismo certificador | Certificación | Ventas certificadas | Simbolización | Ref.   |
| ----------- | ---------------------- | ------------- | ------------------- | ------------- | ------ |
| Reino Unido | BPI                    | Plata         | 200 000             | ♦             | [ 15 ] |